# Piz Kesch
Piz Kesch (rétorománsky Piz d'Es-cha, 3418 m n. m.) je nejvyšší hora pohoří Albula. Nachází se na území obce Bergün ve švýcarském kantonu Graubünden asi 6 km severozápadně od vesnice Madulain. Na vrchol vystoupili jako první v roce 1846 Johann Coaz, J. Rascher, C. Casper a J. Tscharner. Horu lze zdolat buď od chaty Chamanna d'Es-Cha (2594 m) nebo od chaty Chamanna digl Kesch (2625 m).